# INFORSE
INFORSE (International Network for Sustainable Energy) ist ein Netzwerk von unabhängigen Nicht-Regierungsorganisationen, die sich für eine nachhaltige Energieversorgung einsetzen. Die Organisation mit Geschäftsstelle in Aarhus verfügt über 160 Mitglieder aus mehr als 70 Ländern.

## Ziele
Ihr Hauptziel ist die Entwicklung einer nachhaltigen Energieversorgung unter dem Einsatz von Energieeffizienz und dem Nutzen erneuerbarer Energien (Photovoltaik, Solarthermie, Windkraft, Biomasse, kleine Wasserkraftwerke u. a.) mit der Vision einer gerechteren und menschlicheren Welt.
INFORSE steht für eine nachhaltige Entwicklung, Umweltschutz, Klimaschutz, Armutsbekämpfung, Atomausstieg und setzt sich gegen geschlechtsspezifische Ungerechtigkeiten in Entwicklungsländern ein.

## Geschichte
Das Netzwerk wurde 1992 auf dem Global Forum (parallelen Konferenz von Nichtregierungsorganisationen zur Konferenz der Vereinten Nationen über Umwelt und Entwicklung) in Rio de Janeiro, Brasilien gegründet. Gegebene Ziele waren der Umweltschutz, Atomausstieg und die Steigerung der Frauenquote in hohen Positionen.

## Aktivitäten
INFORSE hat den NGO-Beobachterstatus bei UN ECOSOC, UNFCCC und nimmt an einigen UN-Konferenzen und ihren parallelen NGO-Foren teil. Teilnahme unter anderem an folgenden Konferenzen:
- UN Kommission der Vereinten Nationen für Nachhaltige Entwicklung (CSD) (CSD9, CSD14 und CSD15 in New York)[1]
- UNFCCC Klimarahmenkonvention der Vereinten Nationen COP 14, Poznań, 2008[2]; und COP 15 Kopenhagen[3]
- Beijing International Renewable Energy Conference (BIREC 2005), Beijing, China[4]
- Renewables'04, Bonn International Renewable Energy Conference, Bonn 2004[5]
- WSSD, World Summit on Sustainable Development (Earth Summit 2002) in Johannesburg in 2002.